# Série 62 SNCB
Pour les articles homonymes, voir Série 62.
La série 62/63 est une série de locomotives Diesel de la SNCB à quatre essieux moteurs.

## Histoire

### Genèse et construction
Après l'expérience acquise par l'industrie ferroviaire Belge en matière de construction de locomotive autour des moteurs diesels General Motors sur la série 55, La SNCB avait besoin de machines plus légères et commanda deux séries prototypes de six locomotives à quatre essieux moteurs :
- la série 212, livrée en 1961 avec transmission électrique qui deviendra la série 62/63 ;
- la série 213, livrée en 1965, à transmission hydraulique, qui deviendra la série 65 puis 75[1].

Leur moteur était du même type que la série 55 mais avec 12 cylindres au lieu de 16. Leur caisse était quasiment identique et très proche de la Série 55 mais plus courte.
Le modèle à transmission diesel-électrique fit preuve de sa fiabilité et était moins cher à produire et à entretenir, il fut décidé de poursuivre sa construction avec la commande en plusieurs étapes de 130 exemplaires supplémentaires construits entre 1962 et 1966.
Trois des prototypes de 1961 étaient munis de bogies Flexicoil. L’expérience ne fut pas poursuivie et ils recevront des bogies classiques récupérés sur des machines accidentées durant les années 1980.

### Numérotation
Toutes étaient initialement numérotées 212.101 à 212.233 et 212.001 à 212.003 pour les trois prototypes à bogies Flexicoil. En 1971, elles furent renumérotées 6201 à 6333 et 6391 à 6393 pour les trois prototypes. Il n’y eut jamais de 6208 et 6259 car ces deux machines furent mises hors-service par de graves accidents avant 1971.
À partir des années 1990, les locomotives qui avaient perdu leur installation de chauffage pour trains de voyageurs reçurent un point (surnommé « boule ») devant leur matricule pour les distinguer de celles encore équipées.

### Carrière et services effectués
On les voyait sur tous types de trains voyageurs ou marchandises en simple ou en double traction, surtout sur les lignes les plus faciles où elles participèrent à l’élimination des dernières locomotives à vapeur puis au remplacement des locomotives série 60 dans les années 1980.
Elles prirent en charge les premières rames réversibles du pays entre Spa et Verviers (via la ligne 44). Ces rames d’abord composées de voitures M1 puis également de voitures M2 seront progressivement déployées dans tout le pays.
On les vit occasionnellement sur des services spéciaux (trains de vacanciers, trains spéciaux pour des écoles et mouvements de jeunesse, trains de pèlerins…). Leur équipement de chauffage à la vapeur permettait de s’accommoder de la plupart des séries de voiture en service à la SNCB à l’exception des M4, I10 et M5 qui ne possédaient que le chauffage électrique.
Après une restructuration importante de l'offre voyageur en 1984 (nommé Plan IC-IR) et face à l’électrification progressive du réseau qui le redéploya sur des trains omnibus sur lignes non électrifiées, ces machines perdirent progressivement leurs services voyageurs. Ce processus se termina en 2001 à la suite de la livraison des autorails de la série 41 qui leur reprirent leurs derniers trains. Par ailleurs, la traction thermique des trains de fret était également reprise par les nouvelles motrices de la série 77 livrées entre 1999 et 2006. Leur mise à la retraite paraissait donc inéluctable. Une cinquantaine de machines furent toutefois réutilisées par Infrabel pour la traction des trains de chantier.

### Transformations
En 1983, la motrice 6215 fut équipée d'un convertisseur pour la chauffe électrique des voitures à voyageurs. En effet, les voitures M2 furent les dernières aptes au chauffage à la vapeur (équipant la plupart des motrices diesel du parc) et la traction de voitures plus récentes passait donc par ce type de transformation. L'expérience ne fut pas concluante, car ce dispositif réduisait trop fortement la puissance disponible pour la traction. La 6215 fut remise au type et la série 55 sera le seul modèle belge de locomotive diesel muni d’une génératrice pour alimenter des voitures à voyageurs.
En 1999, L'opérateur privé néerlandais ACTS (nl) (essentiellement actif sur les trains de déchets aux Pays-Bas acquiert 5 locomotives (plus une sixième pour pièces) dont les trois prototypes à bogies Flexicoil. Elles seront utilisées de manière particulière, en double traction avec des locomotives série 1200 des NS, leur autonomie thermique étant utile en bout de ligne. En 2011, l'une de ces machines est reprise par Locon benelux qui a également repris une partie de ce trafic particulier.
En 2002, 4 machines (6225, 6227, 6313 et 6324) sont rénovées et équipées d'attelages automatiques et des équipements de signalisation TBL2. L'objectif est de constituer deux paires de motrices de secours pour la ligne à grande vitesse 2  Louvain - Liège. Elles seront retirées de la circulation début 2014 et remplacées par une locomotive de la série 18. Elles sont feraillées en 2016 chez eCore / Recylux à Aubange.
En 2010, Infrabel décide de ne pas acquérir de nouveaux moyens de traction, faute de financement, et demande à l'atelier de Salzinnes de réaliser un prototype de rénovation d'une 62. la 6255 restera en atelier jusqu'en juillet 2011 et ressortira dans une livrée bleue à bavette jaune, avec un groupe électrogène supplémentaire occupant l'essentiel d'une des plateformes d'accès. À partir de 2013, plusieurs autres motrices subiront une version simplifiée de cette grande révision qui est prévue pour se terminer en 2022 (pour une cinquantaine d'engins traités). Des adaptations ultérieures seront réalisées sur certaines engins (pose d'un troisième phare, de l'ETCS, pose de phares à LEDs). Les engins qui ont été renouvelés sont donc (avec leur affectation et la date de la révision) :
- 6202 - 27/09/16 - Melle
- 6207 - 18/12/19 - Anvers
- 6210 - 27/11/20 - Melle
- 6212 - 28/06/19 - Melle
- 6213 - 14/04/17  - Charleroi
- 6214 - En révision à l'atelier central de Salzinnes début 2022 - Charleroi
- 6216 - En révision à l'atelier central de Salzinnes fin 2021 - Kinkempois
- 6217 - 23/06/15 - Charleroi
- 6222 - 08/06/21 - Melle
- 6223 - 04/05/18 - Anvers (TUC Rail)
- 6228 - 17/10/14 - Melle
- 6229 - 07/07/15 - Melle
- 6231 - 28/08/14 - Charleroi
- 6236 - 18/06/15 - Anvers
- 6237 - 08/06/16 - Melle
- 6238 - 28/04/14 - Melle
- 6241 - 09/03/18 - Kinkempois
- 6242 - 06/07/17 - Anvers (TUC Rail)
- 6243 - xx/xx/17 - Kinkempois
- 6244 - 14/05/14 - Anvers (TUC Rail)
- 6246 - 18/12/13 - Melle
- 6249 - 16/09/15 - Anvers
- 6250 - 28/08/20 - Anvers (TUC Rail)
- 6251 - 11/04/14 - Kinkempois
- 6253 - 12/04/13 - Melle
- 6254 - 10/03/15 - Melle
- 6255 - 15/04/11 - Kinkempois
- 6256 - 10/06/14 - Melle
- 6257 - 08/04/21 - Kinkempois
- 6260 - 22/12/14 - Melle
- 6261 - 10/02/21 - Anvers (TUC Rail)
- 6262 - xx/x3/20 - Charleroi
- 6263 - 30/01/15 - Charleroi
- 6267 - 14/12/18 - Kinkempois
- 6275 - xx/06/19 - Charleroi
- 6278 - 03/08/20 - Anvers (TUC Rail)
- 6282 - 26/11/15 - Anvers
- 6283 - 26/06/13 - Melle
- 6285 - 01/12/17 - Anvers
- 6288 - 25/11/19 - Kinkempois
- 6291 - 31/08/17 - Anvers
- 6295 - En révision à l'atelier central de Salzinnes fin 2021 - Anvers
- 6296 - 09/10/13 - Melle
- 6297 - 07/07/14 - Melle
- 6299 - 08/08/16 - Melle
- 6304 - 21/12/16 - Anvers (TUC Rail)
- 6309 - 12/01/17 - Kinkempois
- 6312 - 09/11/16 - Anvers
- 6315 - 25/08/14 - Anvers (TUC Rail)
- 6316 - 03/08/18 - Kinkempois
- 6317 - 03/12/14 - Melle
- 6319 - 03/07/18 - Kinkempois
- 6320 - 12/10/18 - Charleroi
- 6323 - 28/02/19 - Melle
- 6330 - 16/10/17 - Anvers
- 6331 - 19/09/19 - Anvers

### Engins préservés ou repris par des opérateurs privés
- 6219 - Conservée dans un premier temps par Infrabel à des fins muséales. Elle est cédée au « Stoomtrein Dendermonde-Puurs » depuis le 18 février 2023.
- 6289 - Acquise par l'association Patrimoine ferroviaire et Tourisme à des fins de préservation.
- 6302 - Vendue en 2004 à la société italienne de travaux de voie Ventura.
- 6305 - Conservée par Infrabel à des fins muséales et pour des trains de travaux.
- 6306 - Conservée par le musée national « Train World » (Patrimoine historique de la SNCB) à des fins muséales (elle dispose encore d'un générateur de vapeur pour le chauffage des voitures). Elle est en attente d'une restauration complète.
- 6325 - Revendue aux Pays-Bas (ACTS puis Locon, ensuite Rail Force One. Elle a successivement porté les matricules 6702 et 9802). Arbore une livrée orange « Locon ».
- 6391 - Revendue aux Pays-Bas (ACTS puis Jacko Fijn Techniek. Utilisé par Railexperts. Porte le matricule 6703 et une livrée bleue « ex ACTS ».
- 6393 - Revendue aux Pays-Bas (ACTS puis Railexperts). Porte le matricule 6705 et une livrée bleue « ex ACTS ».

## Caractéristiques

### Livrées

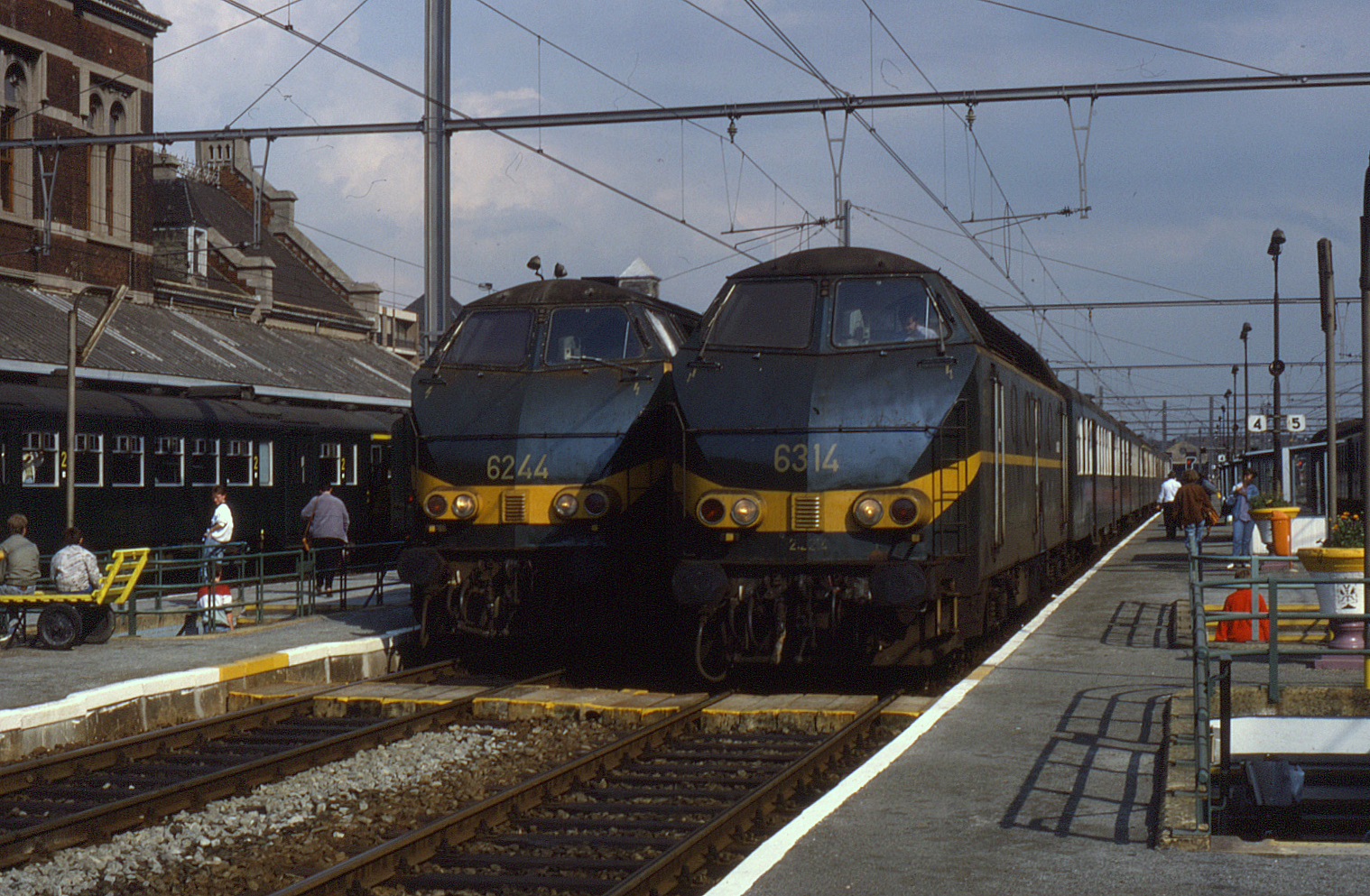
Deux locomotives en livrée verte simplifiée.
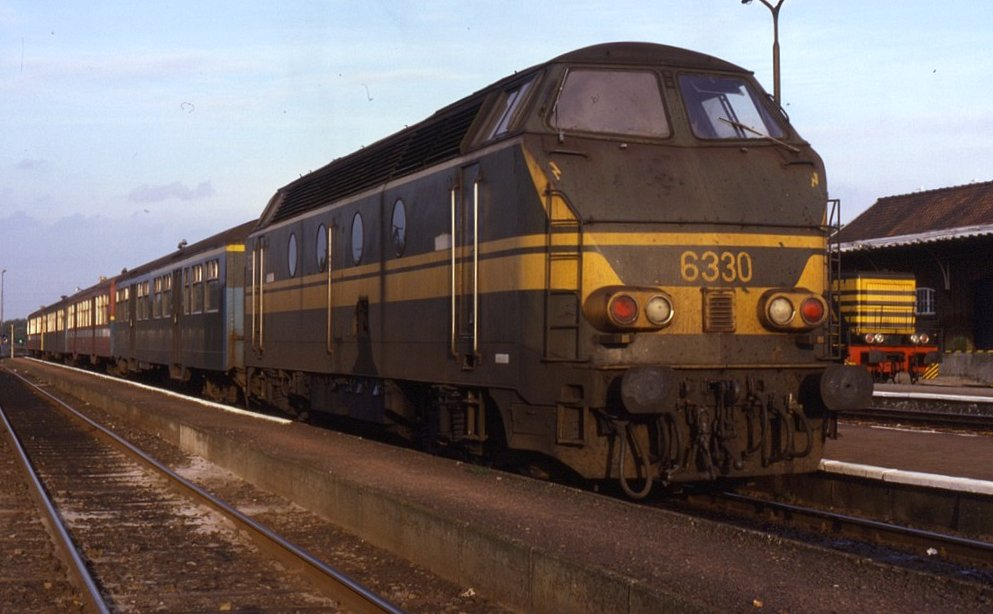
La 6330 en livrée vert "1970" "Salzinnes". À noter la présence d’angles arrondis sur les faces avant.
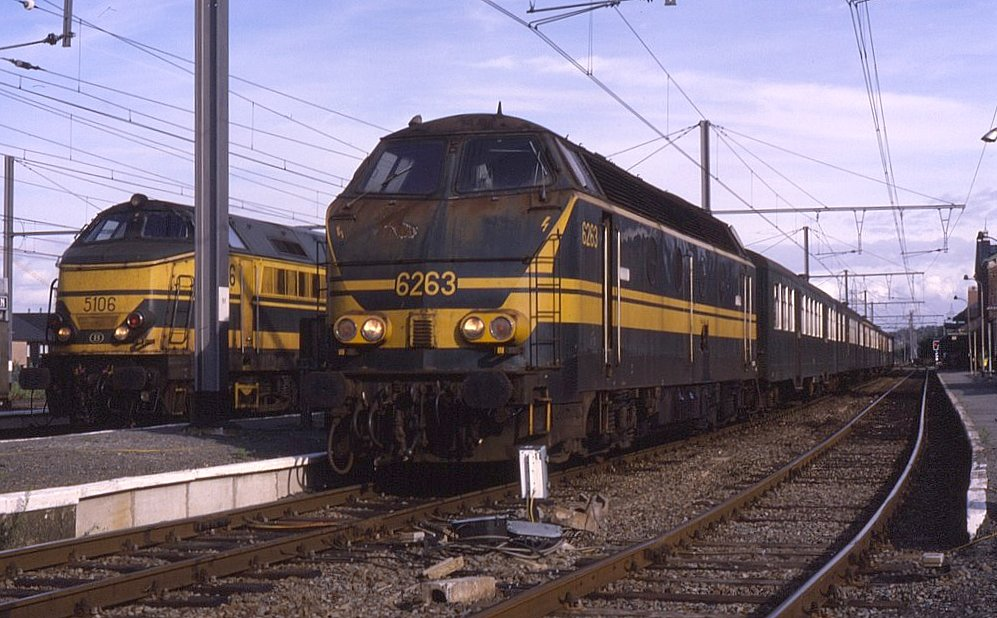
La 6263 porte la livrée vert "1970" originelle sur laquelle la fine ligne médiane s’interrompt sur les faces avant.
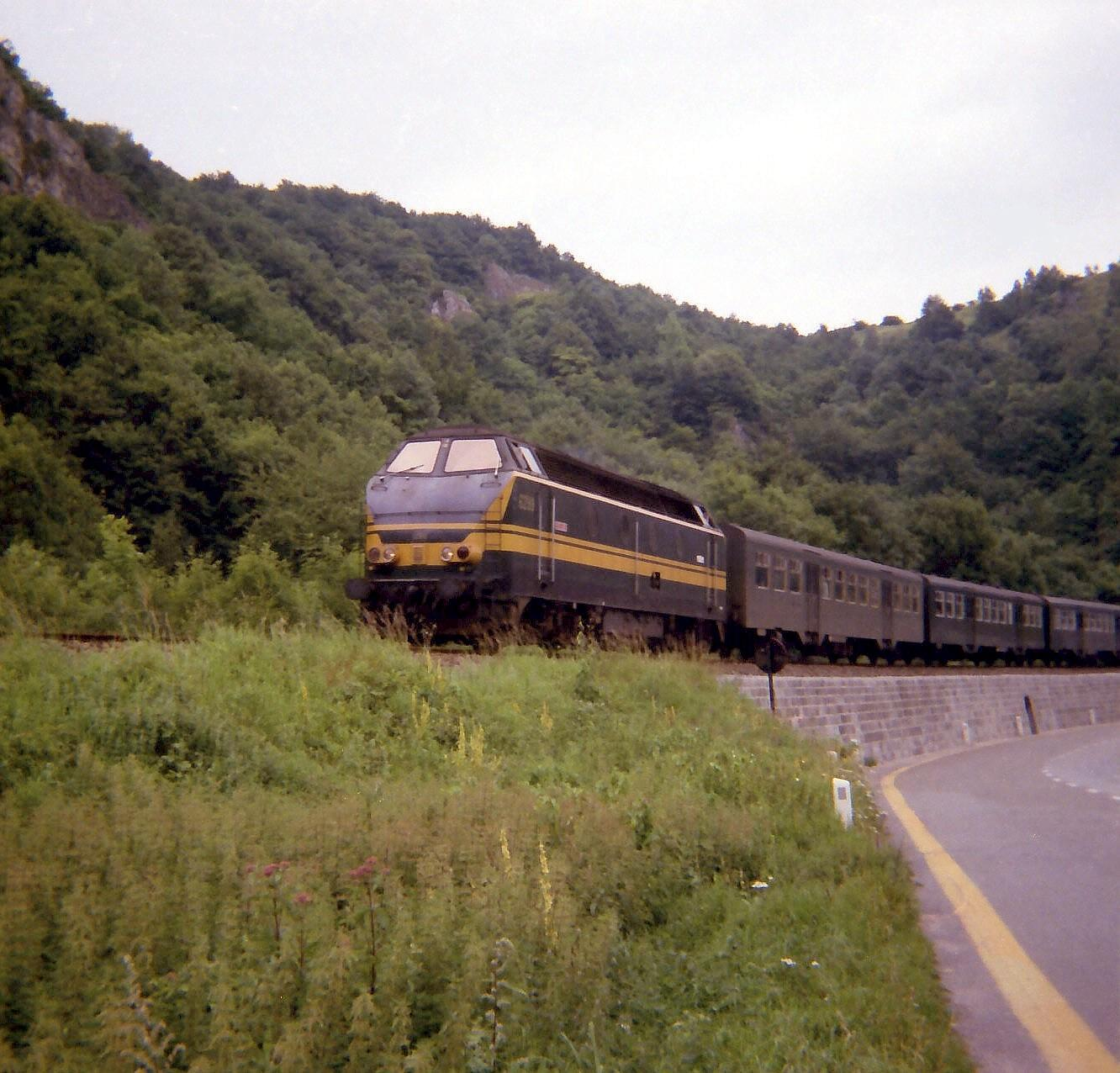
Une machine en livrée à petits numéros, le matricule de petite taille n’était pas lisible de loin.
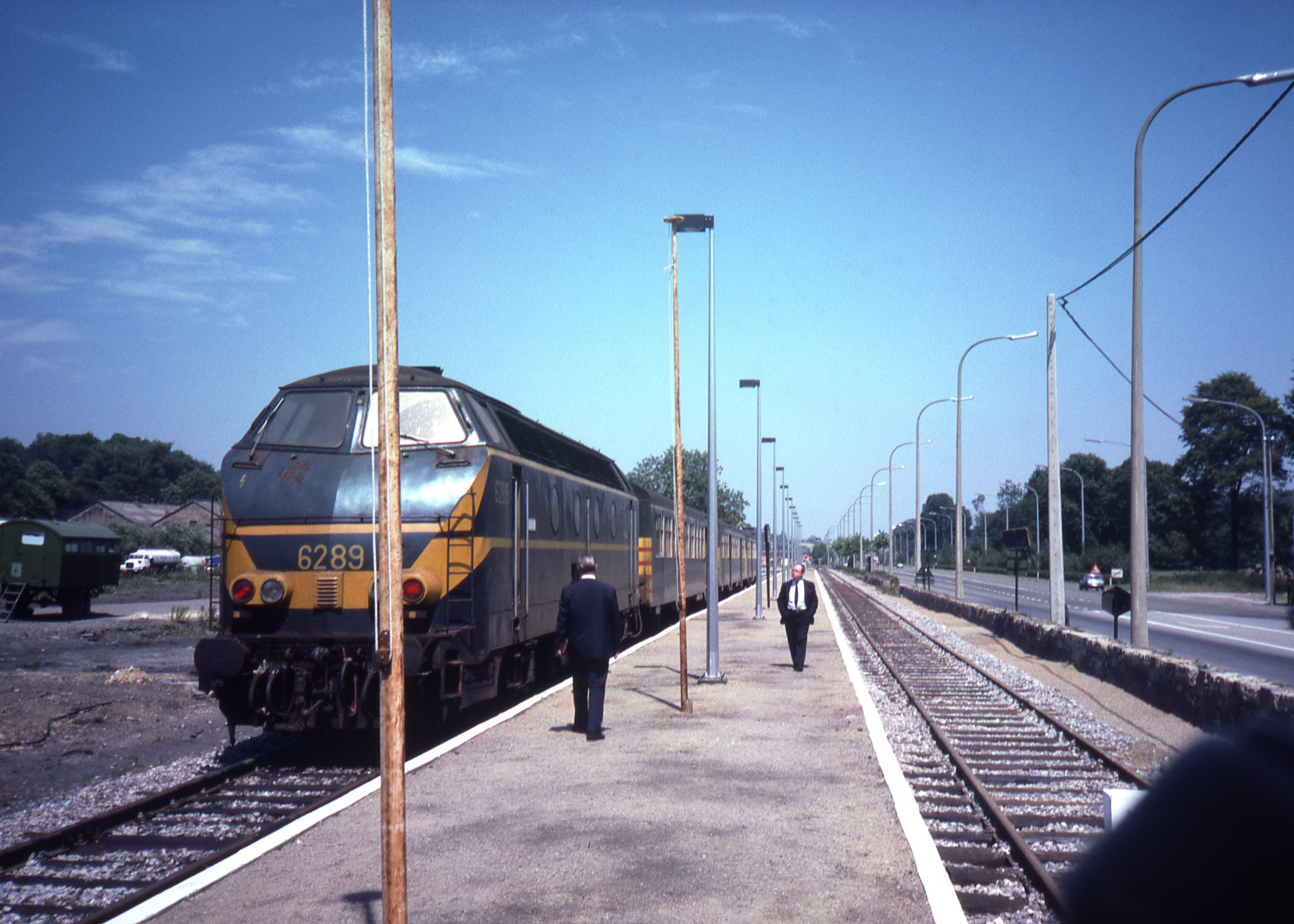
La 6289 en livrée "transitoire" aujourd’hui préservée par le PFT.
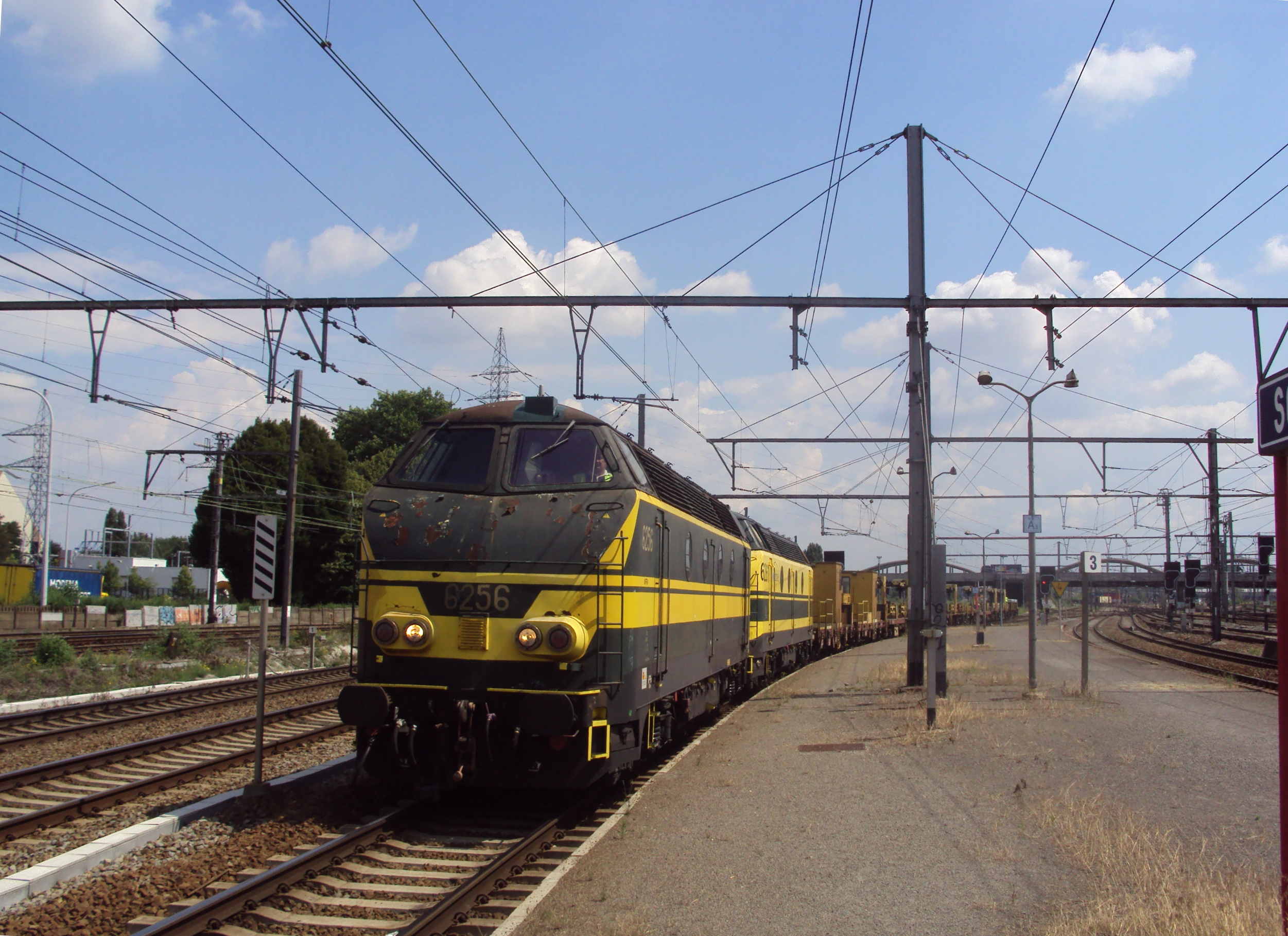
Une des dernières 62 à porter la livrée "vert 1970" en service fut la 6256 (livrée "Salzinnes"). La voici en 2011.
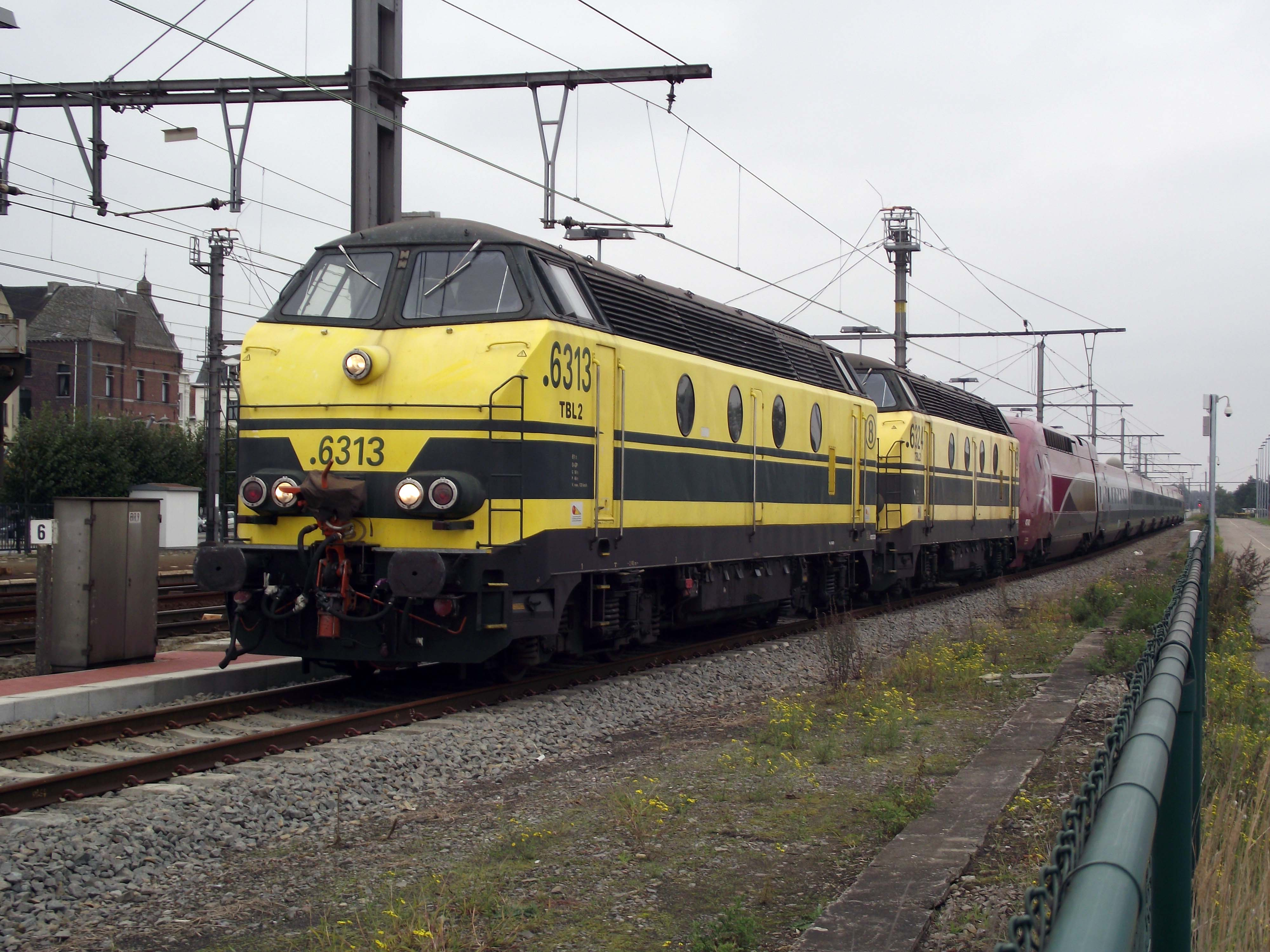
Les 6313 & 6324 en livrée jaune. Elles faisaient partie des locomotives utilisées sur la LGV2 comme locomotives de secours.
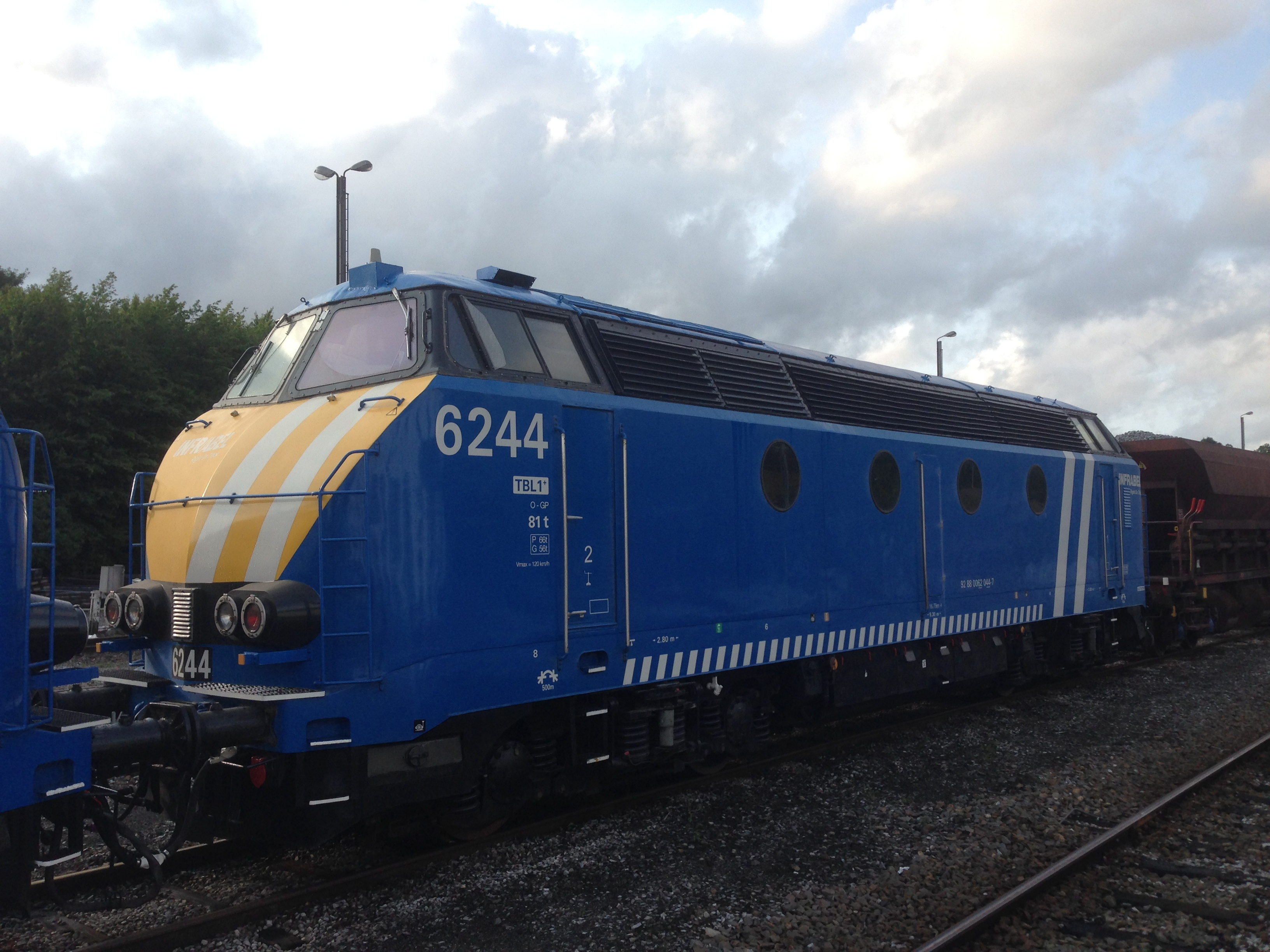
La 6244, désormais repeinte en livrée Infrabel bleue
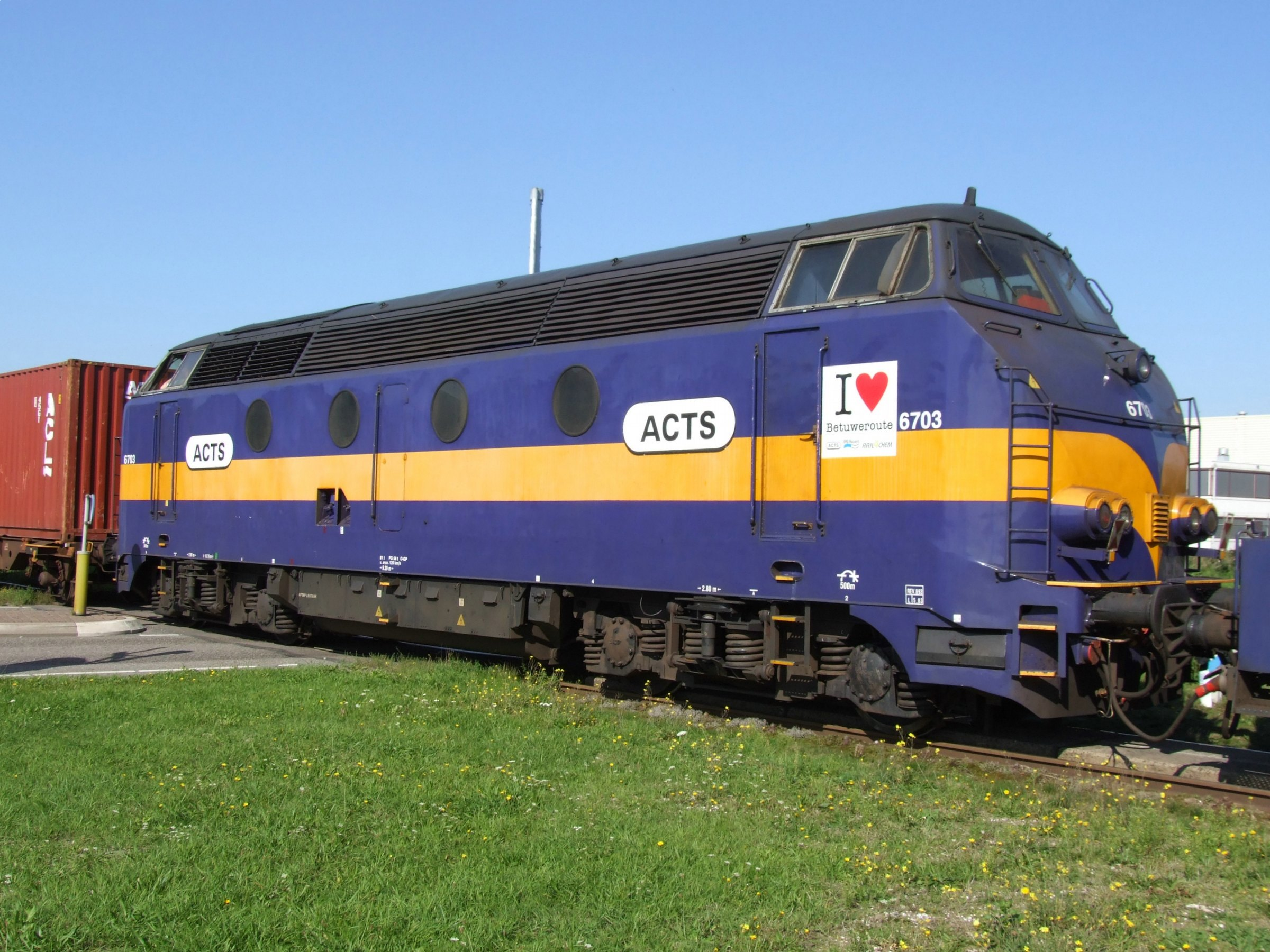
La 6703 ex 6393 est une des locomotives revendues à ACTS.

Au cours de leur longue carrière, ces locomotives ont connu plusieurs livrées
- Lors de leur mise en service, elles portaient une livrée vert foncé et jaune identique à celle des locomotives série 55. La caisse était peinte en vert foncé avec deux bandes jaunes. Une bande médiane sur les flancs disposée sous les hublots de la salle des machines puis descendant jusqu’aux phares avant de remonter en pointe au milieu des nez et une bande supérieure courant sous les grilles d’aération et les fenêtres latérales des cabines.
- Avec la renumérotation de 1971, les machines encore en livrée d’origine perdront leur motif en forme de pointe sur les nez au profit d’une bande horizontale surplombée par le matricule à quatre chiffres. De nombreuses machines conserveront cette livrée appelée "livrée simplifiée" durant plusieurs décennies.
- Les locomotives série 62 recevront pour 81 d’entre elles la livrée "vert 1970" entre 1971 et 1976. C’est d’ailleurs sur la 212.195 que cette livrée fut élaborée au moyen d’autocollants. À cause de l’augmentation de la taille des numéros, il n’était plus possible d’appliquer le plan de cette livrée, ce qui conduisit à rechercher diverses adaptations du schéma originel[9]. De fait, leur livrée comporta de nombreuses variations. On peut les classer en quatre groupes :
- Variante "Salzinnes" : sur ces locomotives, les deux bandes jaunes médianes étaient disposées 8 cm plus haut que sur le schéma prévu à la base, ce qui dégageait assez d’espace sur les faces avant pour inscrire le numéro entre la bande frontale et la fine ligne médiane. Elle fut appliquée à 26 machines passées en révision ou en réparation à l'atelier central de Salzinnes[9]. Comme ces locomotives étaient encore neuves au début des années 1970, peu durent passer en révision ce qui explique la rareté relative de cette version par rapport aux autres qui furent apposées dans les dépôts lors de révisions intermédiaires[9].
- Variante "du 30 janvier 1970" à grands numéros : le schéma prévu à la base n’est pas modifié mais pour inscrire le numéro sur les faces frontales, la ligne médiane doit s’interrompre au milieu des nez. Le numéro est disposé plus haut au milieu de cet espace laissé libre. 24 locomotives reçurent ce schéma[10].
- Variante "du 30 janvier 1970" à petits numéros : il s’agit de la version la plus proche du dessin prévu à la base. Sur ces locomotives, toutes repeintes au dépôt de Courtrai, la taille des caractères du matricule sur les faces avant a été réduite pour inscrire le numéro entre la bande frontale et la fine ligne médiane[11].
- Dans les années 1970, une vingtaine de locomotives recevra une livrée dite "transitoire" où seul le motif des faces avant sera modifié avec des bandes horizontales et diagonales rappelant la livrée "vert 1970" qui viennent se raccorder au motif d’origine sur les flancs[12].
- À partir de 1977, toutes seront progressivement repeintes en livrée jaune[9] mais plusieurs machines en livrée d’origine simplifiée ou en livrée vert "1970" étaient encore en service dans les années 2000.
- Les machines révisées par Infrabel ont commencé à recevoir une livrée bleu foncé à nez jaunes dans les années 2010.